# Unconditional
Unconditional è un film del 2012 diretto da Brent McCorkle.
Film indipendente statunitense sceneggiato dallo stesso regista McCorkle che ha curato anche il montaggio e ha collaborato alle musiche.

## Trama
La vita idilliaca di una illustratrice va in pezzi quando il marito viene ucciso da un ladro. Prossima al suicidio, due incontri inaspettati cambiano il corso della sua vita.

## Produzione
Il progetto partì col titolo di lavorazione di Firebird.

### Riprese
Le riprese del film si svolsero nello stato del Tennessee (Stati Uniti d'America), in particolare nella città di Nashville.

### Budget
Il film ottenne un budget di circa 2 milioni di dollari.

## Distribuzione
Il primo trailer viene pubblicato il 16 agosto 2012.
Il film viene distribuito nelle sale cinematografiche statunitensi a partire dal 21 settembre 2012.